# Zethus planiclypeus
Zethus planiclypeus är en stekelart som beskrevs av Gusenleitner 1988. Zethus planiclypeus ingår i släktet Zethus och familjen Eumenidae. Inga underarter finns listade i Catalogue of Life.